# Belarussische Poolbillard-Meisterschaft 2012
Die belarussische Poolbillard-Meisterschaft 2012 war die zweite Austragung der nationalen Meisterschaft in der Billardvariante Poolbillard. Sie fand vom 30. November bis 2. Dezember 2012 in der belarussischen Hauptstadt Minsk statt. Gespielt wurden die Disziplinen 8-Ball und 9-Ball in den Kategorien Herren und Damen.
Erfolgreichste Spielerin war mit zwei Meistertiteln Marharyta Fjafilawa. Uladsislau Zyrykau gewann jeweils eine Gold- und Silbermedaille. Dsmitryj Tschuprou konnte seinen Titel im 9-Ball erfolgreich verteidigen und belegte im 8-Ball den dritten Platz.

## Medaillengewinner
| Disziplin       | Gold                | Silber                   | Bronze                   |
| --------------- | ------------------- | ------------------------ | ------------------------ |
| Herren – 8-Ball | Uladsislau Zyrykau  | Mikita Strokin           | Dsmitryj Tschuprou       |
| Herren – 8-Ball | Uladsislau Zyrykau  | Mikita Strokin           | Uladsislau Les           |
| Herren – 9-Ball | Dsmitryj Tschuprou  | Uladsislau Zyrykau       | Aljaksandr Schdanowitsch |
| Herren – 9-Ball | Dsmitryj Tschuprou  | Uladsislau Zyrykau       | Uladsislau Les           |
| Damen – 8-Ball  | Marharyta Fjafilawa | Anastassija Tumilowitsch | Weranika Schatachina     |
| Damen – 8-Ball  | Marharyta Fjafilawa | Anastassija Tumilowitsch | Natallja Koslouskaja     |
| Damen – 9-Ball  | Marharyta Fjafilawa | Natallja Koslouskaja     | Anastassija Tumilowitsch |
| Damen – 9-Ball  | Marharyta Fjafilawa | Natallja Koslouskaja     | Weranika Schatachina     |